# 2000–2001-es magyar jégkorongbajnokság
A 64. első osztályú jégkorongbajnokságban nyolc csapat indult el. A mérkőzéseket 2000. október 1. és 2001. április 30. között rendezték meg.

## Az alapszakasz végeredménye
|    | Csapat             | M  | GY | D | V  | GK     | Pont |
| -- | ------------------ | -- | -- | - | -- | ------ | ---- |
| 1. | Dunaferr           | 14 | 13 | 1 | 0  | 142-5  | 27   |
| 2. | Alba Volán         | 14 | 12 | 1 | 1  | 140-18 | 25   |
| 3. | Ferencvárosi TC    | 14 | 8  | 1 | 5  | 50-60  | 17   |
| 4. | Újpesti TE         | 14 | 8  | 1 | 5  | 83-53  | 15   |
| 5. | Győri ETO          | 14 | 6  | 1 | 7  | 52-62  | 13   |
| 6. | MAC-Népstadion     | 14 | 4  | 1 | 9  | 34-122 | 9    |
| 7. | Miskolci JJSE      | 14 | 1  | 1 | 12 | 39-119 | 3    |
| 8. | Tisza Volán-Szeged | 14 | 1  | 1 | 12 | 27-122 | 3    |

## A felsőházi rájátszás végeredménye
|    | Csapat          | M | GY | D | V | GK    | Pont |
| -- | --------------- | - | -- | - | - | ----- | ---- |
| 1. | Alba Volán      | 8 | 6  | 1 | 1 | 48-17 | 13   |
| 2. | Dunaferr        | 8 | 4  | 1 | 3 | 36-25 | 9    |
| 3. | Ferencvárosi TC | 8 | 1  | 0 | 7 | 18-60 | 2    |

## Az alsóházi rájátszás végeredménye
|    | Csapat         | M | GY | D | V | GK    | Pont |
| -- | -------------- | - | -- | - | - | ----- | ---- |
| 4. | Újpesti TE     | 8 | 5  | 2 | 1 | 42-22 | 12   |
| 5. | Győri HC       | 8 | 4  | 1 | 3 | 44-37 | 9    |
| 6. | MAC-Népstadion | 8 | 1  | 1 | 6 | 24-51 | 33   |

## Helyosztók
Döntő: Alba Volán - Dunaferr 4-1 (1-2, 5-2, 6-2, 3-1, 5-3)
3. helyért: FTC - UTE 7-4
7. helyért: Miskolci JJSE - Tisza Volán-Szeged 2-1 (4-5, 7-1, 5-0*)

## A bajnokság végeredménye
1. Alba Volán-Fevita

2. Dunaferr SE

3. Ferencvárosi TC

4. Újpesti TE

5. Győri ETO

6. MAC-Népstadion

7. Miskolci Jegesmedve JSE

8. Tisza Volán-Szeged

## A bajnokság különdíjasai
- A legjobb kapus: Berényi Norbert (Dunaferr)
- A legjobb hátvéd: Tokaji Viktor (Dunaferr)
- A legjobb csatár: Ocskay Gábor(Alba Volán)
- A gólkirály: Ladányi Balázs (Dunaferr)
- A legtechnikásabb játékos (Miklós Kupa): Palkovics Krisztián (Alba Volán-FeVita)

## Külső hivatkozások
- a Magyar Jégkorong Szövetség hivatalos honlapja